# Château de La Motte-Josserand
Le château de La Motte-Josserand est un ancien château fort situé à 3 km au nord-est de la commune française de Perroy (canton de Pouilly-sur-Loire), dans le département de la Nièvre en région Bourgogne-Franche-Comté. L'édifice est bâti près du cours du Nohain.

## Histoire
Le château a été érigé à la fin du XIIIe siècle. En 1371, la seigneurie de La Motte-Josserand est passée, à la suite d’un mariage, aux mains d’Alexandre de Bazoches dont le fils, Jean, entreprend de reconstruire le château à la fin du XIVe siècle.
Il fait l’objet d’un classement au titre des monuments historiques depuis 1986.

## Description
Le château de plan quadrangulaire est flanqué dans ses angles par de puissantes tours circulaires. On accède à l'intérieur de la basse-cour par une tour-porte autrefois équipé d'un pont-levis à flèches.